# Atelopus plamínkový
Atelopus plamínkový (Atelopus ignescens, Cornalia, 1849) je kriticky ohrožený druh žáby z čeledi ropuchovitých endemický pro severní Andy a Ekvádor. Jeho druhové jméno (ignescens – „planoucí“) pravděpodobně odkazuje na oranžové zbarvení jeho břicha.

## Taxonomie
Je možné, že blízce příbuzný, dosud nepopsaný druh existuje v Kolumbii. Alexander G. Ruthven věřil, že atelopus plamínkový je nejbližším příbuzným druhem atelopa hladkého. Pozdější studie ukázaly, že jeho nejbližším příbuzným je ve skutečnosti nepopsaný druh z centrálního Ekvádoru (provincie Bolívar a Chimborazo).

## Popis
Samci měří 31–41 mm a samice 36–48 mm od nosu ke kloace. Tělo je robustní, končetiny dlouhé, nos zkrácený. Hřbet a duhovka jsou černé. Břišní strana je oranžovočervená, samotné břicho je světlejší barvy, se žlutými prvky.

## Ochrana
Poslední zaznamenané pozorování je datováno do roku 1988; druh byl považován za vyhynulý až do jeho znovuobjevení na začátku roku 2016, kdy byla v nespecifikované lokalitě nalezena reliktní populace.
Atelopus plamínkový se v minulosti hojně vyskytoval poblíž potoků, řek a rybníků párama v okolí ekvádorského hlavního města Quito. Populace se začala zmenšovat v 80. letech 20. století, a to pravděpodobně následkem nákazychytridiomykózou, která v té době decimovala populace obojživelníků po celém světě; před opětovným objevením byl druh Mezinárodním svazem ochrany přírody označen za vyhynulý. Dále je ohrožen likvidací přirozeného prostředí, znečištěním, změnou klimatu a invazním pstruhem duhovým.